# Diastema (anatomia)

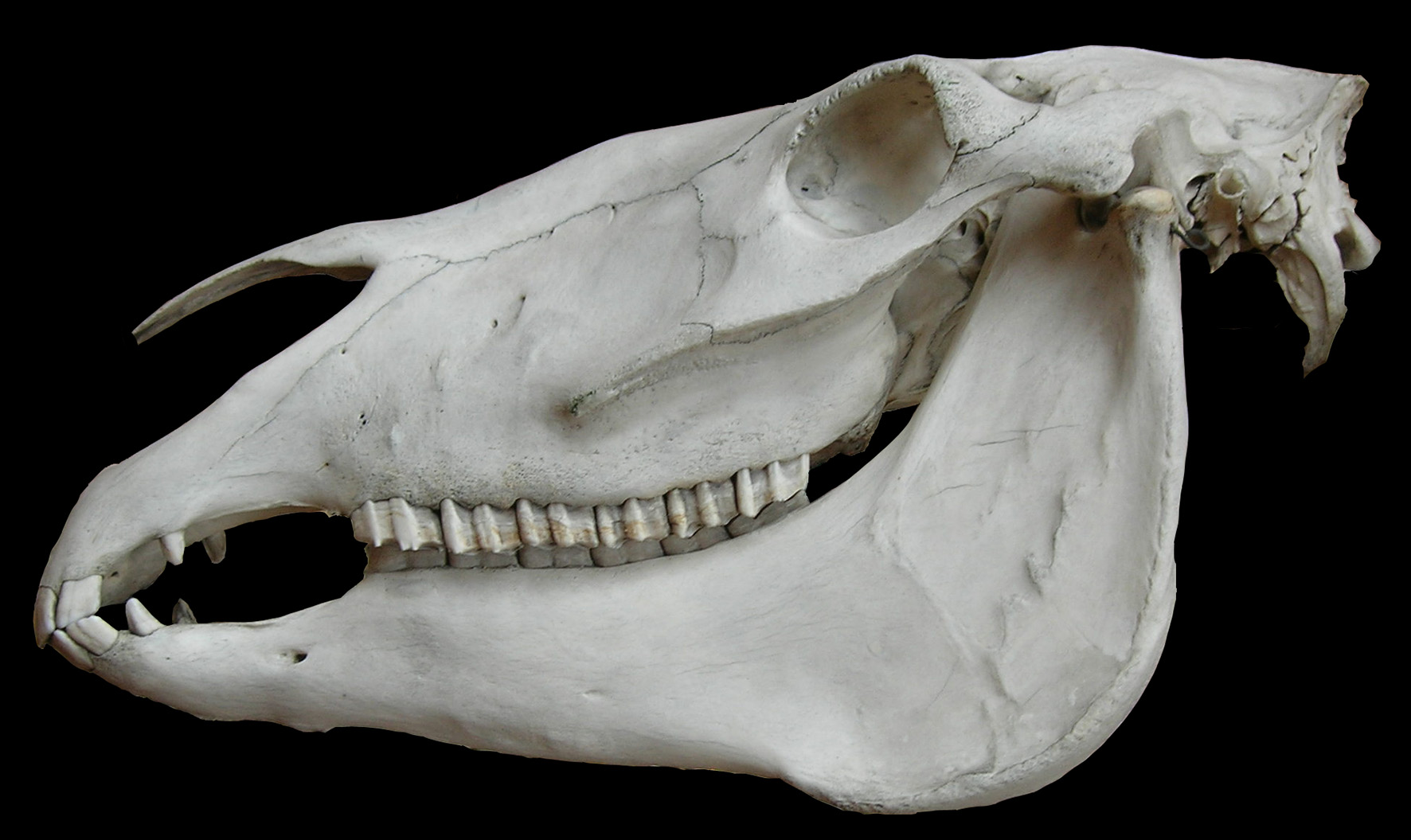
Czaszka konia – widoczna diastema

Diastema – przestrzeń między grupami zębów występująca u niektórych ssaków.
Występuje fizjologicznie u zwierząt takich jak gryzonie, przeżuwacze, naczelne (u których występuje w szczęce między kłem a bocznym siekaczem), oprócz ludzi (u których jest patologią).

## U ludzi
Diastema u ludzi to szpara spowodowana rozsunięciem się zębów siecznych pośrodkowych górnych. Jest zaliczana do zaburzeń położenia zębów.

### Rodzaje
Wyróżnia się diastemę:
- prawdziwą – spowodowaną przerostem wędzidełka wargi górnej;
- rzekomą – spowodowaną brakiem siekaczy bocznych, zmniejszoną ich postacią (mikrodoncja) lub mesiodensem;
- fizjologiczną – obserwowaną w okresie przed wyrznięciem się zębów siecznych bocznych (nie wymaga leczenia).

Ze względu na ustawienie siekaczy pośrodkowych:
- zbieżna – korony nachylone do siebie, korzenie rozsunięte – leczenie tylko aparatami stałymi;
- rozbieżna – korony rozchylone, korzenie zbliżone – podatna na leczenie aparatami ruchomymi;
- równoległa – sposób leczenia uzależniony jest od szerokości diastemy i wieku pacjenta[5].